# Грабовець (Підкарпатське воєводство)
Грабовець (пол. Grabowiec) — давнє українське село в Польщі, у гміні Радимно Ярославського повіту Підкарпатського воєводства.
Населення — 122 особи (2011).
Розташоване на Закерзонні.

## Розташування
Знаходиться у гміні Радимно, Ярославський повіт, Підкарпатське воєводство, у південно-східній частині Польщі, недалеко від кордону з Україною. Село розташоване приблизно за 5 км на схід від Радимно, 17 км на південний схід від Ярослава, і 64 км на схід від воєводського центру Ряшів, на правому березі Сяну.

## Історія
16 серпня 1945 року Москва підписала й опублікувала офіційно договір з Польщею про встановлення лінії Керзона українсько-польським кордоном. Українці не могли протистояти антиукраїнському терору після Другої світової війни. Частину добровільно-примусово виселили в СРСР (361 особа — 95 родин). Решта українців попала в 1947 році під етнічну чистку під час проведення Операції «Вісла» і була депортована на понімецькі землі у західній та північній частині польської держави, що до 1945 належали Німеччині.
До виселення корінного українського населення в СРСР та на приєднані німецькі землі (Операція Вісла) в селі була греко-католицька церква парохії Барич Перемиського деканату.

## Демографія
Демографічна структура станом на 31 березня 2011 року:
|          | Загалом | Допрацездатний вік | Працездатний вік | Постпрацездатний вік |
| -------- | ------- | ------------------ | ---------------- | -------------------- |
| Чоловіки | 59      | 17                 | 35               | 7                    |
| Жінки    | 63      | 15                 | 31               | 17                   |
| Разом    | 122     | 32                 | 66               | 24                   |